# Opowieść (literatura)
Opowieść w literaturoznastwie opisuje utwór literacki, pisany prozą (epika), o rozmiarach "średnich", tj. dłuższych niż opowiadanie lub nowela, ale krótszych od powieści (nazywane także "krótkimi powieściami" lub "długimi opowiadaniami").
Opowieści charakteryzuje m.in. jednowątkowa, chronologiczna fabuła (co wpływa na jego krótkość); ale także wydłużające je epizodyczna struktura; opisy; analizy; czy rozmyślania bohatera.
Termin opowieść jest niekiedy używany jako synonim opowiadania, noweli lub powieści. Według Janusza Sławińskiego, odpowiednikiem opowieści w literaturoznastwie angielskojęzycznym są terminy tale i long short story.
Przykłady utworów klasyfikowanych jako opowieści:
- Wierna rzeka Stefana Żeromskiego[1][2]
- Przedziwna historia Piotra Schlemihla(inne języki) Adalberta von Chamisso[1]
- Córka kapitana Aleksandra Puszkina[1]
- Opowieść Artura Gordona Pyma E. A. Poego[1]
- Bańka mydlana Elizy Orzeszkowej[1]
- Brzezina, Panny z Wilka, Matka Joanna od Aniołów Jarosława Iwaszkiewicza[1]
- Stary człowiek i morze Ernesta Hemingwaya[1]

Sławiński wyróżił także formę opowieści biograficznej, którą uznał za formę literatury historycznej podobną do eseju. Za przykłady opowieści historycznej uznał utwory takie jak:
- Nurt, Diogenes w kontuszu, Zmierzch wodzów Wacława Berenta
- Szkice historyczne Karola Szajnochy[3].

Z kolei Stanisław Sierotwiński wyróżnił opowieści alegoryczne, filmowe i makabryczne (grozy). Za przykład tych pierwszych (które określił jako "rozwinęte przypowieści) podał Księgi narodu polskiego i pielgrzymstwa polskiego Mickiewicza. Opowieści filmowe opisał jako utwory literackie powstałe na bazie filmu, często w postaci przeróbek scenariusza filmowego. Do opowieści grozy zaliczył Niesamowite opowieści Stanisława Grabińskiego.